# Giovanni Battista Frulli
Giovanni Battista Frulli (Bologna, 1765 – Bologna, 1837) è stato un pittore italiano dell'epoca neoclassica.

## Biografia

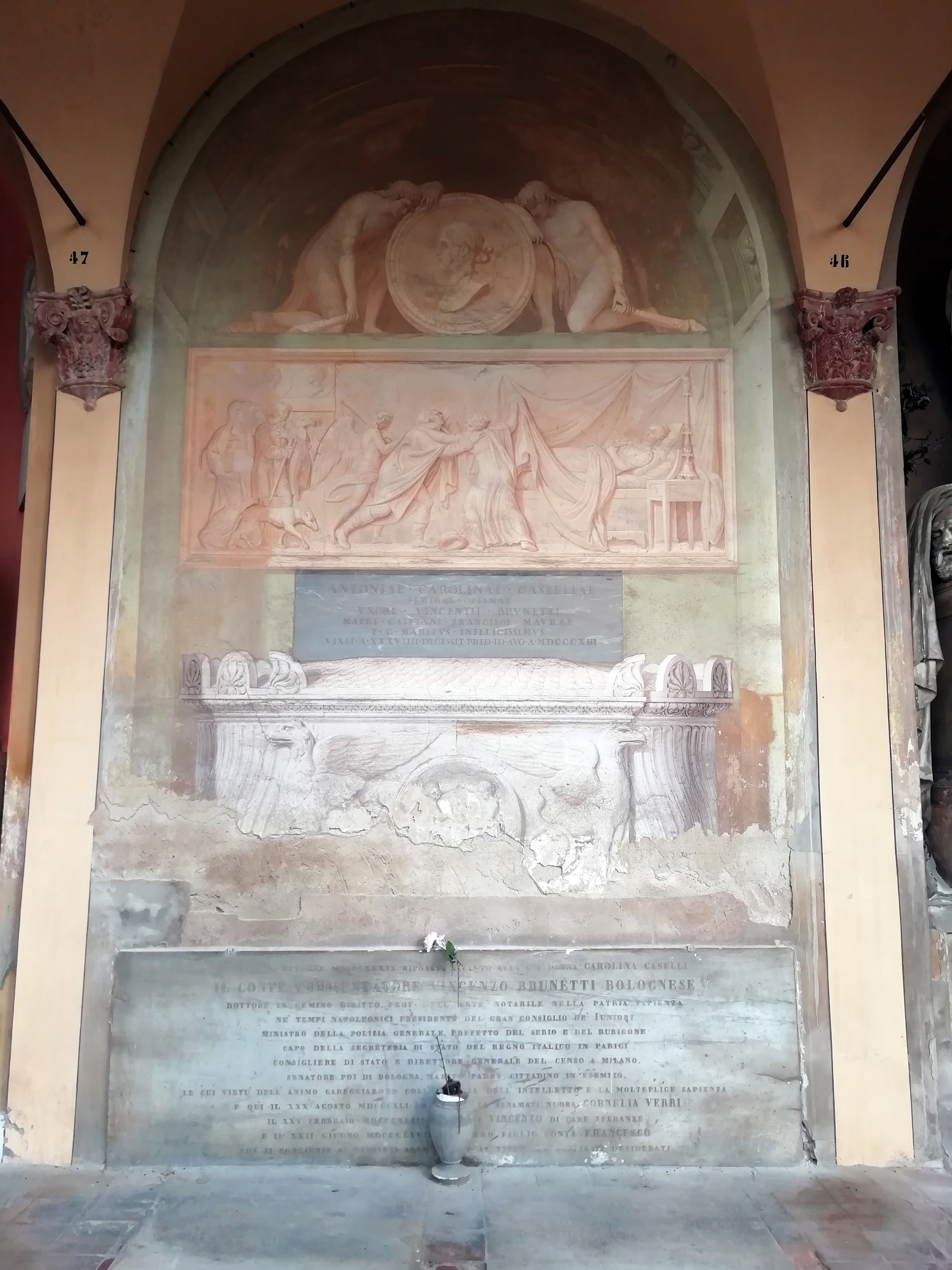
Il monumento funebre Castelli Brunetti del 1813 opera di Frulli e Antonio Basoli.

Giovanni Battista Frulli nacque a Bologna nel 1765.
Dopo gli studi classici si formò sotto la guida di Nicola Toselli, suo zio. Successivamente fu allievo di Ubaldo Gandolfi all'Accademia di belle arti di Bologna. Vinse numerosi premi con scene di nudo.
Partecipò alla decorazione di diversi palazzi e ambienti di corte quali il Palazzo Hercolani, Palazzo Gnudi, Casa Burlatti e Palazzo Ranuzzi. Dipinse anche svariati monumenti funebri nel Cimitero monumentale della Certosa di Bologna, di cui solo due si sono conservati. Frulli fu tra i restauratori dell'Estasi di santa Cecilia del pittore rinascimentale Raffaello Sanzio, opera trasferita alla Pinacoteca nazionale di Bologna. In seguito divenne professore all'Accademia dove aveva studiato e fu nominato  membro onorario dell'Accademia nazionale di San Luca.
Morì nel 1837 nella sua città natale.
Il figlio Achille fu a sua volta pittore.